# Sulfoxid

Structura grupei sulfoxid

Un sulfoxid este un compus chimic ce conține o grupă funcțională sulfinil (SO) atașată de doi atomi de carbon. Este o grupă funcțională polară. Sulfoxizii sunt derivații oxidați ai tioeterilor (sulfurilor). Printre cei mai importanți sulfoxizi se numără aliina și dimetilsulfoxidul (DMSO), un solvent comun.

## Proprietăți chimice
Sulfoxizii, precum DMSO, au un caracter bazic, ceea ce îi face liganzi excelenți și pot fi astfel alchilați ușor. În mod similar, pot fi oxidați la sulfone.
Sulfoxizii de alchil pot suferi reacții de deprotonare a grupelor α-CH în prezența bazelor tari, precum hidrura de sodiu:
CH3S(O)CH3  +  NaH   →   CH3S(O)CH2Na  +  H2
Prin reacția de rearanjare Pummerer, sulfoxizii de alchil reacționează cu anhidrida acetică producând migrarea atomului de oxigen legat de sulf la un atom de carbon alăturat, sub forma unui ester de tip acetat:
De asemenea, sulfoxizii formează complecși cu metalele tranziționale.